# Stadion Stoczniowca Gdańsk
Stadion Stoczniowca Gdańsk (znany także jako Stadion Polonii Gdańsk) – stadion sportowy w Gdańsku, w Polsce. Został otwarty w 1952 roku. Może pomieścić 7500 widzów. Swoje spotkania rozgrywają na nim piłkarze klubu Stoczniowiec Gdańsk.
Budowa stadionu przy ul. Marynarki Polskiej rozpoczęła się w 1952 roku. Już 3 września 1952 roku obiekt został oddany do użytku, a dzień później rozegrano na nim pierwsze spotkanie, jednak budowa trwała nadal i właściwe otwarcie nastąpiło 8 sierpnia 1954 roku. Pierwszym gospodarzem obiektu była Stal Gdańsk, od 1957 roku była to Polonia Gdańsk. Obiekt początkowo wyposażono w bieżnię lekkoatletyczną, w 1957 roku z inicjatywy Ligi Przyjaciół Żołnierza przekształcono ją w tor żużlowy. Zawody żużlowe na stadionie Polonii organizowano do 1965 roku, kiedy to otwarto tor żużlowy na stadionie przy ul. Elbląskiej.